# Аидонокастро
Аидонокастро (грч. Αηδονόκαστρο) је насељено место у општини Паранести у. године имало  периферији Источна Македонија и Тракија, Грчка. Према попису из 2021. године било је 3 становника.
Аидонокастро је 1920. године имало 53 житеља Турака. Године 1923. турско становништво је принудно исељенo у Турску а на њихово место је насељено 26 грчких избегличких породица, којих је на попису из 1928. године било 108. Село се раније звало Муселим.